# Huang Xu
Huang Xu, em chinês simplicado: 黄旭  (Nantong, 4 de fevereiro de 1979) é um ginasta chinês que compete em provas de ginástica artística.
Huang fez parte da equip chinesa que disputou os Jogos Olímpicos de Sydney, em 2000; os Jogos Olímpicos de Atenas e os Jogos Olímpicos de Pequim, em 2008. Dentre seus maiores êxitos estão cinco medalhas em Mundiais, sendo quatro de ouro.

## Carreira
Iniciando no desporto aos cinco anos de idade, entrou para a equipe nacional aos dezesseis, disputando seu primeiro evento internacional. Em 1997 disputou o Mundial de Lausanne. Nele, conquistou a medalha de ouro por equipes, superando as equipes bielorrussa e alemã, prata e bronze, respetivamente. Dois anos depois, na edição de Tianjin do Mundial, terminou com o bicampeonato na prova coletiva.
Em 2000, em sua primeira aparição olímpica, nos Jogos Olímpicos de Sydney, Huang superou a equipe ucraniana e russa, e encerrou a prova coletiva com a medalha de ouro. No ano posterior, na etapa de Stuttgart da Copa do Mundo, conquistou a medalha de ouro nas argolas, empatado com o bielorrusso Ivan Ivankov. Em 2002, em mais uma edição de Copa do Mundo, realizada em Glasgow, conquistou a medalha de prata. No Nacional Chinês, foi ouro nas argolas, e prata nas barras paralelas. No compromisso seguinte, deu-se os Jogos Asiáticos de Busan. Nele, conquistou a medalha de ouro por equipes, nas argolas e nas paralelas, e a medalha de bronze no cavalo com alças. No ano posterior, competiu no Mundial de Anaheim, sendo medalhista de ouro na prova coletiva e prata na prova das barras paralelas, em prova vencida pelo compatriota Li Xiaopeng.
Em 2004, em sua segunda aparição olímpica, nos Jogos Olímpicos de Atenas, Huang ao lado de uma equipe tecnicamente fraca, só foi quinto colocado por equipes; nas paralelas foi quarto ranqueado, em prova vencida pelo ucraniano Valeri Goncharov. Dois anos depois, na disputa da Copa do Mundo de Gante, foi medalhista de ouro nas barras paralelas, superando o esloveno Mitja Petkovsek, medalhista de prata e o japonês Hiroyuki Tomita, terceiro colocado. No compromisso seguinte, na Final da Copa do Mundo de São Paulo, foi medalhista de prata nas barras, ao somar 16,350 pontos. O compatriota Li Xiaopeng terminou com a medalha de ouro.
No ano posterior, disputou a etapa de Xangai da Copa do Mundo, conquistou duas medalhas de prata: no cavalo com alças, somou 15,250 pontos, insuficientes para superar os 15,325 pontos do compatriota Xiao Qin. Nas paralelas, fora superado pelo companheiro de equipe Feng Zhe, e foi novamente medalhista de prata. Em outubro, no Mundial de Stuttgart, conquistou a medalha de ouro na prova coletiva; a equipe japonesa e alemã completatam o pódio com a segunda e terceira colocações, respectivamente. Nas barras, foi quinto colocado, em prova vencida pelo esloveno Petkovsek. Em 2008, participou da etapa de Copa do Mundo, realizada em Tianjin. Nela, conquistou a medalha de prata nas barras paralelas, ao somar 16,525 pontos. Em agosto, em sua terceira participação olímpica, nos Jogos Olímpicos de Pequim, Xu ao lado de Yang Wei, Li Xiaopeng, Zou Kai, Chen Yibing e Xiao Qin foi medalhista de ouro na prova coletiva, superando a equipe japonesa e americana, prata e bronze, respectivamente. Individualmente, nas paralelas, foi apenas sexto colocado, somando 15,700 pontos.

## Principais resultados
| Ano  | Evento                                    | AA | Equipe          | Solo | Cavalo com alças  | Argolas          | Salto sobre o cavalo | Barras paralelas | Barra fixa |
| ---- | ----------------------------------------- | -- | --------------- | ---- | ----------------- | ---------------- | -------------------- | ---------------- | ---------- |
| 1997 | Campeonato Mundial de Ginástica Artística |    | Medalha de ouro |      |                   |                  |                      |                  |            |
| 1999 | Campeonato Mundial de Ginástica Artística |    | Medalha de ouro |      |                   |                  |                      |                  |            |
| 2000 | Jogos Olímpicos                           |    | Medalha de ouro |      |                   |                  |                      | 7º               |            |
| 2001 | Copa do Mundo - Stuttgart                 |    |                 |      |                   | Medalha de ouro  |                      |                  |            |
| 2002 | Copa do Mundo - Glasgow                   |    |                 |      |                   | Medalha de prata |                      |                  |            |
| 2002 | Campeonato Nacional                       |    |                 |      |                   | Medalha de ouro  |                      | Medalha de prata |            |
| 2002 | Jogos Asiáticos                           |    | Medalha de ouro |      | Medalha de bronze | Medalha de ouro  |                      | Medalha de ouro  |            |
| 2003 | Campeonato Mundial de Ginástica Artística |    | Medalha de ouro |      |                   |                  |                      | Medalha de prata |            |
| 2004 | Jogos Olímpicos                           |    | 5º              |      |                   |                  |                      | 4º               |            |
| 2006 | Copa do Mundo - Gante                     |    |                 |      |                   |                  |                      | Medalha de ouro  |            |
| 2006 | Copa do Mundo - São Paulo                 |    |                 |      |                   |                  |                      | Medalha de prata |            |
| 2007 | Copa do Mundo - Shanghai                  |    |                 |      | Medalha de prata  |                  |                      | Medalha de prata |            |
| 2007 | Campeonato Mundial de Ginástica Artística |    | Medalha de ouro |      |                   |                  |                      | 5º               |            |
| 2008 | Copa do Mundo - Tianjin                   |    |                 |      |                   |                  |                      | Medalha de prata |            |
| 2008 | Jogos Olímpicos                           |    | Medalha de ouro |      |                   |                  |                      | 6º               |            |